# Saint-Désert
Saint-Désert – miejscowość i gmina we Francji, w regionie Burgundia-Franche-Comté, w departamencie Saona i Loara.
Według danych na rok 1990 gminę zamieszkiwało 805 osób, a gęstość zaludnienia wynosiła 161 osób/km² (wśród 2044 gmin Burgundii Saint-Désert plasuje się na 291. miejscu pod względem liczby ludności, natomiast pod względem powierzchni na miejscu 1236.).